# Kopalnia Węgla Kamiennego Bolesław Śmiały
Kopalnia Węgla Kamiennego Bolesław Śmiały — znajduje się w Łaziskach Górnych, w dzielnicy Łaziska Średnie.

## Historia
Jest to jedna z najstarszych kopalń w Polsce, powstała wskutek stopniowego łączenia się mniejszych zakładów.
- 1779 – pierwsze wzmianki o kopalnictwie węgla kamiennego na obszarze górniczym dzisiejszej kopalni. Założona wtedy została kopalnia "Szczęście Henryka" (Heinrichsglück) w Łaziskach Dolnych
- 1797 – uruchomienie w Łaziskach Średnich kopalni „Wierna Karolina" (Treue Caroline)[2]
- 1817 – uruchomienie w Łaziskach Średnich kopalni „Nowa Nadzieja" (Neue Hoffnung).
- 1835 – uruchomienie w Łaziskach Średnich kopalni „Wesoły Widok" (Frohe Aussicht).
- 1835 – uruchomienie w Łaziskach Średnich kopalni „Marta Waleska" (Martha-Valesca).
- 1837 – uruchomienie w Łaziskach Średnich kopalni „Bóg z Nami" (Gottmituns-Grube) (od 1922 roku kopalnia „Waleska").
- 1839 – uruchomienie w Łaziskach Górnych kopalni „Radość Augusty" (Augustenfreude).
- 1841 – uruchomienie w Łaziskach Średnich kopalń „Fryderyka" (Friederike) i „Bonaparte" (Bonapartegrube).
- 1842 – uruchomienie w Łaziskach Średnich kopalni „Sw. Anna" (St. Anna).
- 1845 – uruchomienie w Łaziskach Dolnych kopalni „Szczęście Henryka II" (Heinrichsgrlück-Grube) (lub „Nowe Szczęście Henryka").
- 1849 – uruchomienie w Łaziskach Górnych kopalni „Brade".
- 1855 – uruchomienie w Łaziskach Średnich kopalń „Księżna Augusta" (Augustenfreude) i „Błogosławieństwo Trautscholda" (Trautscholdsegen) (późniejsza kopalnia „Szczęść Boże"/Alt-Glückauf lub „Aleksander"/Alexander).
- 1891 – rozpoczęcie wydobywania węgla szybem „Hoffmann" (obecnie szyb wentylacyjny „Aleksander II").
- 1902 – uruchomienie w Wyrach kopalni „Szczęście Henryka III" (Heinrichsglück III) (późniejsza kopalnia „¡Powstańców").
- 1914 – w Łaziskach Górnych uruchomiono kopalnię „Książątko" (Prinzengrube) (późniejsze szyby „Łaziska Górne").
- 1925 – zostały połączone kopalnie: "Szczęść Boże" (Glückauf) i "Szczęście Henryka" (Heinrichsglück") pod wspólną nazwą "Zjednoczona Kopalnia Aleksander"(Alexander).
- 1930 – unieruchomienie kopalni „Szczęście Henryka III" ("Powstańców").
- 1933 – przyłączono do niej kopalnię "Brada" i nadano jej nazwę Aleksander-Książątko-Brada ("Bradegrube").
- 1937 – zmieniono nazwy szybów kopalni Aleksander: Obermann na Aleksander I, Gustaw Henryk na Aleksander II, Hoffmann na Aleksander III[3]; zmieniono także nazwę kopalni Brada na Bolesław Śmiały, a jej szyby przemianowano następująco: Graf Konrad na Bolko I, Bolko na Bolko II, szyb V na kopalnia Popratna[3]
- 1945 – cała kopalnia otrzymała nazwę "Bolesław Śmiały" i do tego czasu kopalnia należała do książąt pszczyńskich z rodu Hochbergów.
- 1946 – należała do Mikołowskiego Zjednoczenia Przemysłu Węglowego.
- 1947 – dołączono kopalnię "Waleska" i weszła w skład Jaworznicko-Mikołowskiego Związku Przemysłu Węglowego.
- 1952 – 31 sierpnia ponownie uruchomiono szyb kopalni „Powstańców" („Szczęście Henryka III")[4].
- 1954 – uruchomienie odkrywki „Kasia I" w Wyrach
- 1955 – uruchomienie odkrywki „Zosia" w Łaziskach Górnych.
- 1956 – uruchomienie odkrywki „Hanka" w Łaziskach Średnich.
- 1957 – uruchomienie odkrywki „Łaziska Dolne" w Łaziskach Dolnych.
- 1958 – przejęcie od Przedsiębiorstwa Budowy Płytkich Kopalń upadowych „Brada", „Bujaków I", „Bujaków II", „Mikołów" oraz odkrywki „Klyta".
- 1958 – uruchomienie odkrywki „Kasia II" w Wyrach.
- 1960 – uruchomienie odkrywki „Kasia VI" w Wyrach[5].

## Dyrekcja
- Grzegorz Conrad - Dyrektor Kopalni, Kierownik Ruchu Zakładu Górniczego
- Lucjan Borowiec - Naczelny Inżynier, Z-ca Kierownika Ruchu Zakładu Górniczego,
- Marian Mazur - Dyrektor ds. Ekonomiczno-Pracowniczych

## Kopalnia Bolesław Śmiały - czasy współczesne
Złoże charakteryzuje się stosunkowo niewielką ilością występujących zagrożeń naturalnych, co ułatwia prowadzenie działalności górniczej. Obszar górniczy należący do KWK "Bolesław Śmiały" położony jest na terenie południowej części Wyżyny Śląskiej. Obszar ten o nazwie "Łaziska II" wynosi 74 km², przy czym aktualną eksploatację prowadzi się na obszarze 30 km².
W latach 2003–2016 KWK Bolesław Śmiały należała do spółki Kompania Węglowa S.A. Od 2016 należy do Polskiej Grupy Górniczej sp. z o.o. (obecnie spółki akcyjnej). Posiada zdolność wydobywczą ok. 15 000 ton na dobę, a obecne wydobycie to ok. 6500 ton (netto) na dobę.
Kopalnia posiada nowoczesny Zakład Wzbogacania i Odsiarczania Miałów Energetycznych, gdzie przygotowuje się węgiel głównie na potrzeby elektrociepłowni i elektrowni.
Kopalnia plasuje się w ścisłej czołówce kopalń węgla kamiennego w Polsce pod względem wskaźników techniczno-ekonomicznych. 
Wpływ na to mają wydajność ogólna 4830 kg/pdn, wydajność dołowa 10 230 kg/rdn, wydajność na 1 zatrudnionego powyżej 1000 t węgla handlowego.
Kopalnia posiada wdrożony Zintegrowany System Zarządzania ISO 9001, ISO 14001, ISO 45001 i ISO/IEC 27001. W zakresie działań związanych z wdrożonym systemem prowadzone jest ciągłe doskonalenie w celu realizacji przyjętej Polityki Zintegrowanego Systemu Zarządzania.
W I półroczu 2014 r. na każdej wydobytej tonie węgla, kopalnia poniosła stratę w wysokości 50,57 zł. Głównym powodem tak złego wyniku kopalni były wydatki poniesione w związku z tzw. podatkiem od wyrobisk oraz problemy ze ścianą nr 323. W 2014 r. zakład zatrudniał 1615 pracowników. Obecnie zatrudnienie utrzymuje się na poziomie około 1750 pracowników.
Średniodobowe wydobycie w 2016 r. wynosiło 6500 ton.

### Wyróżnienia dla kopalni
Kopalnia „Bolesław Śmiały” wyróżniona została wieloma prestiżowymi nagrodami i wyróżnieniami,
a wśród nich między innymi: 

- w 2005 r. III miejsce w VI edycji Narodowego Konkursu Ekologicznego „Przyjaźni Środowisku” w kategorii „Technologia godna polecenia”,
- I miejsce w 2006 r. w konkursie „Kopalnia Roku” Komitetu Organizacyjnego Szkoły Eksploatacji Podziemnej i Górnośląskiej Izby Przemysłowo – Handlowej,
- Złoty Laur Umiejętności i Kompetencji za rok 2006 w kategorii polskie przedsiębiorstwo, Regionalnej Rady Gospodarki przy Regionalnej Izbie Gospodarczej w Katowicach,
- statuetka „Bocianiego Gniazda” za osiągnięcia w dziedzinie ochrony środowiska naturalnego Kapituły Mężów Stanu powiatu mikołowskiego.
- „Czarny Diament” 2011 Izby Przemysłowo–Handlowej Rybnickiego Okręgu Przemysłowego
- III miejsce w 2011 roku w konkursie „Kopalnia Roku” Komitetu Organizacyjnego Szkoły Eksploatacji Podziemnej
- II miejsce w 2011 roku w konkursie „Bezpieczna Kopalnia” Komitetu Organizacyjnego Szkoły Eksploatacji Podziemnej
- III miejsce w 2015 roku w organizowanym przez Wyższy Urząd Górniczy konkursie „Najbezpieczniejsza kopalnia”
- Wygrana 10 oraz 11 edycji konkursu wiedzy o przepisach BHP dla pracowników fizycznych "Pracuję Bezpiecznie", organizowanego przez KW S.A.